# Золота Липа (річка)

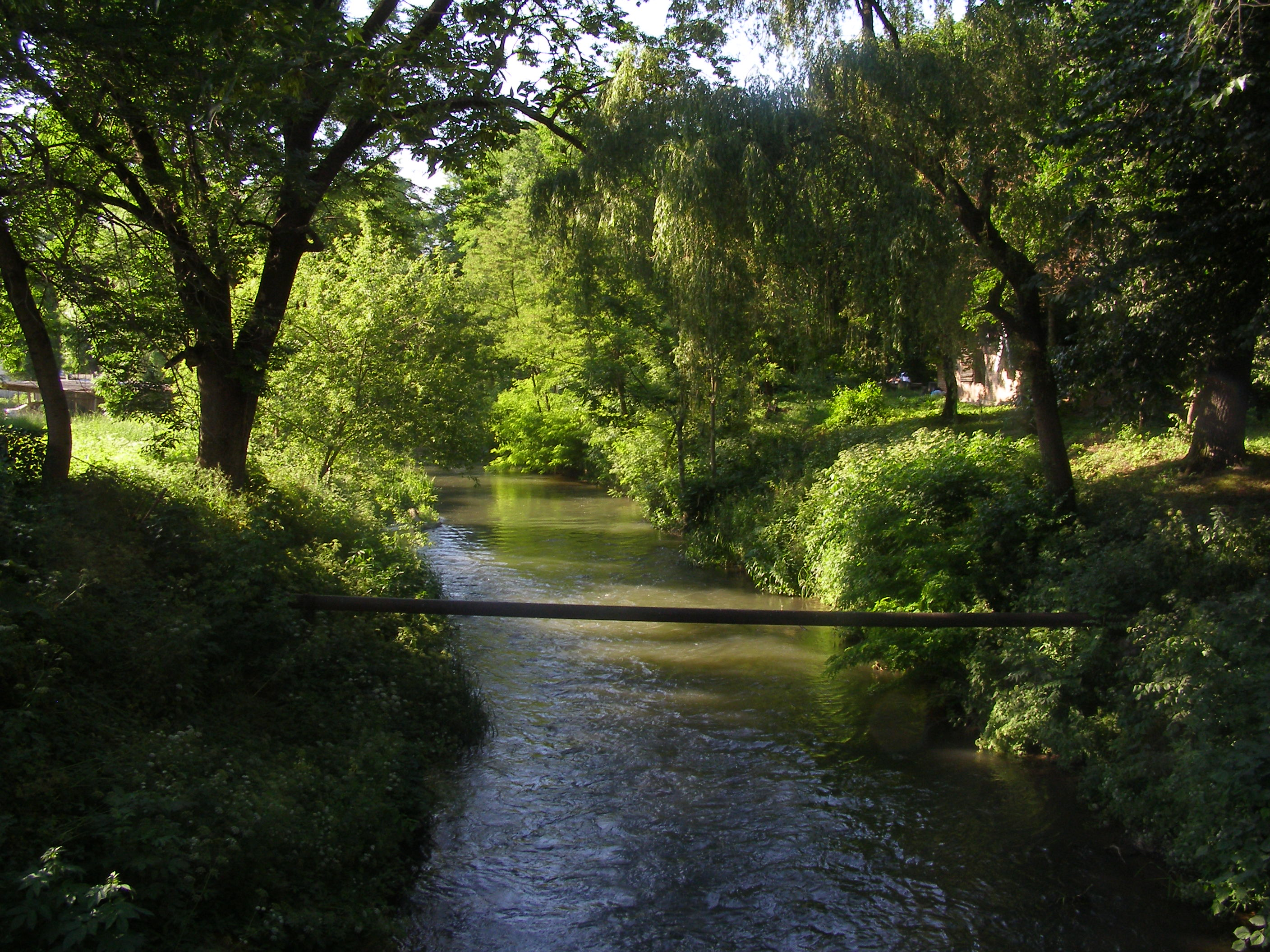
Золота Липа в Бережанах

Золота́ Ли́па — річка в Україні, в межах Золочівського і Львівського районів Львівської області та Тернопільського і Чортківського районів Тернопільської області (гирло розташоване в межах Івано-Франківського району Івано-Франківської області). Ліва притока Дністра (басейн Чорного Моря).

## Опис
Золота Липа утворюється злиттям Західної (Дунаєвської) Золотої Липи і Східної (Поморянської) Золотої Липи, які беруть свій початок на південних схилах Головного європейського вододілу, між лісистими пагорбами Гологір. Витоки Золотої Липи (головна притока) розташовані в с. Майдані-Гологірському. Спершу впродовж кількох кілометрів річка тече на захід, а в с. Гологорах повертає на південь, далі тече переважно на південь і дещо на південний схід. Впадає у Дністер на схід від с. Золота Липа.
Довжина річки 85 км (разом із Західною Золотою Липою — 127 км), площа басейну 1440 км². Річкова долина переважно трапецієподібна, широка. Заплава двостороння, завширшки від 40 м до 1,5 км. Річище помірно звивисте (у пониззі дуже звивисте), від м. Бережан до с. Потуторів пряме, каналізоване. На північ від Бережан (у межах міста) річка тече через озеро завдовжки 3 км. Нижче с. Завалова трапляються перекати (завдовжки 20—60 м). Ширина річища переважно 5—15 м, максимальна — 50 м, пересічна глибина 0,5—2 м, найбільша — 3,2 м. Похил річки 1,4 м/км. Пересічна витрата води 3,95 м³/с. Річище відрегульоване впродовж 35 км.
Притоки: Біла, Західна Золота Липа, Вербівець (праві); Гнила Липа, Східна Золота Липа, Ценівка (ліві).

## Походження назви
За народними переказами, назву річка отримала за добру воду, ніби настояну на цвіті липи. Так називали її Липа. Але одного разу у ній затонув татарський віз із золотом, і люди ще довго шукали золото у воді. Тому з того часу річку стали називати «Золотою Липою».

## Населені пункти над Золотою Липою
Міста над Золотою Липою:
- Бережани

Деякі села над Золотою Липою:
- Коропець (Золочівський район)
- Бобрівники
- Яргорів
- Задарів
- Золота Липа
- Красіїв
- Лапшин
- Лядське
- Низьколизи